# Promachus pseudocontractus
Promachus pseudocontractus là một loài ruồi trong họ Asilidae. Promachus pseudocontractus được Joseph & Parui miêu tả năm 1997. Loài này phân bố ở miền Ấn Độ - Mã Lai.